# Dasybasis regisgeorgii
Dasybasis regisgeorgii är en tvåvingeart som först beskrevs av Macquart 1838.  Dasybasis regisgeorgii ingår i släktet Dasybasis och familjen bromsar. Inga underarter finns listade i Catalogue of Life.